# 감지은니대방광불화엄경 정원본 권31
감지은니대방광불화엄경 정원본 권31(紺紙銀泥大方廣佛華嚴經 貞元本 卷三十一)은 서울특별시 용산구, 삼성미술관 리움에 있는 고려시대의 불경이다. 
1984년 8월 6일 대한민국의 국보 제215호 감지은니대방광불화엄경 권제31(紺紙銀泥大方廣佛華嚴經 卷第三十一)으로 지정되었다가, 2010년 8월 25일 현재의 명칭으로 변경되었다.

## 개요
대방광불화엄경은 줄여서 ‘화엄경’이라고 부르기도 하는데, 부처와 중생이 둘이 아니라 하나라는 것을 기본사상으로 하고 있다. 화엄종의 근본경전으로 법화경과 함께 한국 불교사상 확립에 크게 영향을 끼친 불교경전 가운데 하나이다.
이 책은 당나라 반야(般若)가 번역한 『화엄경』 정원본 40권 중 권 제31을 은색 글씨로 정성스럽게 옮겨 쓴 것이다. 고려 충숙왕 복위 6년(1337)에 최안도 부부가 부모와 자기 부부의 복을 증진시키고 재앙을 없애며, 내세의 극락왕생을 기원하여 교연(皎然)스님의 도움을 받아 만든 것이다.
검푸른 종이에 금·은가루를 사용하여 그림을 그리고 글씨를 썼으며, 두루마리 형태로 되어 있다. 펼쳤을 때의 크기는 세로 31cm, 가로 881.7cm이다. 표지에는 금색으로 그려진 화려한 꽃무늬가 장식되어 있고, 책의 이름과 정원본임을 뜻하는 ‘정(貞)’자가 역시 금색으로 쓰여져 있다. 책의 첫머리에는 책을 만들게 된 경위가 쓰여 있으며, 이어 책의 내용을 요약하여 묘사한 변상도(變相圖)가 금색으로 세밀하게 그려져 있다.
이 책은 격식이 제대로 갖추어져 있고, 기법이 우수하여 개인의 공덕을 기리기 위해 만든 것 가운데서는 뛰어난 작품이다.

## 같이 보기
- 화엄경

## 참고 자료
- 감지은니대방광불화엄경 정원본 권31 - 국가유산청 국가유산포털